# Kondratowice (gemeente)
De gemeente Kondratowice is een landgemeente in het Poolse woiwodschap Neder-Silezië, in powiat Strzeliński.
De zetel van de gemeente is in Kondratowice.
Op 30 juni 2004 telde de gemeente 4690 inwoners.

## Oppervlakte gegevens
In 2002 bedroeg de totale oppervlakte van gemeente Kondratowice 98,14 km², waarvan:
- agrarisch gebied: 84%
- bossen: 7%

De gemeente beslaat 15,77% van de totale oppervlakte van de powiat.

## Demografie
Stand op 30 juni 2004:
| Omschrijving                   | Totaal | Totaal | Vrouwen | Vrouwen | Mannen | Mannen |
| ------------------------------ | ------ | ------ | ------- | ------- | ------ | ------ |
| eenheid                        | aantal | %      | aantal  | %       | aantal | %      |
| inwoners                       | 4690   | 100    | 2368    | 50,5    | 2322   | 49,5   |
| bevolkingsdichtheid (inw./km²) | 47,8   | 47,8   | 24,1    | 24,1    | 23,7   | 23,7   |

In 2002 bedroeg het gemiddelde inkomen per inwoner 1144,12 zł.

## Administratieve plaatsen (sołectwo)
Błotnica, Czerwieniec, Gołostowice, Górka Sobocka, Grzegorzów, Janowiczki, Karczyn, Komorowice, Kondratowice, Księginice Wielkie, Lipowa, Maleszów, Podgaj, Prusy, Rakowice, Strachów, Zarzyca, Żelowice.

## Overige plaatsen
Białobrzezie, Brochocinek, Edwardów, Jezierzyce Małe, Kowalskie, Sadowice, Skała, Stachów, Wójcin.

## Aangrenzende gemeenten
Borów, Ciepłowody, Jordanów Śląski, Łagiewniki, Niemcza, Strzelin